# Viaduc (film)
Viaduc est un court métrage canadien de 2015 réalisé par Patrice Laliberté,.   
Le film est présenté par Téléfilm Canada au Marché du film de Cannes en mai 2015. 
Viaduc connaît sa première mondiale au Festival international du film de Toronto 2015, où il remporte le Short Cuts Award du meilleur court métrage canadien. 
Le film est inclus dans la liste du Canada's Top Ten (en) de 2015, choisis par un panel de cinq cinéastes et professionnels de l'industrie. La même année, il est également sélectionné pour figurer dans « The Shortest Day », un programme de projections gratuites de courts métrages dans plusieurs villes canadiennes à l'occasion du solstice d'hiver.